# Парк природе Русенски Лом
Парк природе Русенски Лом (буг. Природен парк Русенски Лом) је заштићено подручје у северном делу Бугарске, у општини Иваново у Русенској области. Парк је основан да би заштитио кањон Русенског Лома, последње значајне десне притоке Дунава. ПАрк обухвата површину од 3408 хектара Парк је основан 26. фебруара 1970.
Подручје парка је било настањено у праисторији. За време Другог бугарског царства, између 12-ог и 14-ог века, подручје парка је било привлачно за монахе, а откривени су неколико пећинских манастира. Стога је постало значајни културни центар. Након што је Османско царство преузело контролу над подручјем, манастири су почели да пропадају. Данас остаци манастира су уписани на листу Светске баштине, под именом Камене цркве у Иванову, и налазе се унутар парка.
Кањон је изолован, што је олакшало стварање природног окружења које комбинује карактеристике средоземне и средњоевропске фауне и флоре. Већина подручја је покривена шумом.
Парк природе је главна туристичка атракција. Туристичке активности укључују посећивање манастира у стенама, рафтинга и пећина.